# Дешевов, Владимир Михайлович
Владимир Михайлович Дешево́в (11 февраля 1889, Санкт-Петербург — 27 октября 1955, Ленинград) — советский композитор, автор первых советских опер и балетов, музыкальный деятель, педагог.

## Биография
Родился 11 февраля 1889 года в Санкт-Петербурге. Отец — горный инженер, изобретатель, действительный статский советник Михаил Михайлович Дешевов (01.10.1839—05.03.1894); мать — камерная певица Анна Константиновна (урождённая Лосева). В семье, с 1898 года жившей в Царском селе, все увлекались музыкой, отец был завсегдатаем концертов, изучал теорию музыки. Бабушка, Анна Константиновна Лосева, была первоклассной пианисткой, обладала педагогическими навыками и оказала основное влияние на развитие музыкальных способностей внука.
Учился сначала в Царскосельской гимназии, в которой учились и его братья: Константин (выпускник 1900 года, с золотой медалью) и Сергей (выпускник 1905 года, будущий архитектор, соавтор церкви-усыпальницы Олега Брянского в Осташёво, автор воспоминаний о детстве «Театр для себя»); затем — в реальном училище Николая II, которое окончил в 1908 году. Познакомился и подружился с Сергеем Прокофьевым (впоследствии они переписывались).  С 1904 года посещал симфонические концерты, с мая по сентябрь проходившие в Павловске; в 1906 году брал частные уроки по теории музыки и сольфеджио у молодого композитора А. Пащенко. Постоянно бывал в доме Аренсов вместе с Василием Комаровским, Николаем Гумилёвым, Николаем Пуниным и др.
В 1908 году поступил в Петербургскую консерваторию; среди его преподавателей: по классу рояля — профессора А. А. Винклер и Л. В. Николаев, по гармонии — В. П. Калафати, по строгому стилю — А. К. Лядов, по инструментовке — М. О. Штейнберг и практика — у дирижёра А. В. Гаука. За развитием музыканта с интересом следили А. К. Глазунов, Б. В. Асафьев. В 1913 году фортепианный этюд Дешевова был исполнен в Петербурге на концерте певицы Забелы-Врубель. Окончил консерваторию в 1914 году.
С началом войны был призван в армию, воевал вплоть до начала Февральской революции. Затем попал в Елисаветград, где работал секретарём в отделе народного образования и преподавал фортепиано и теорию музыки в городском училище. В дальнейшем преподавал в Севастополе, где в 1921 году  вместе с Собиновым организовал и возглавил Народную консерваторию. В Севастополе у него брал уроки теории композиции будущий композитор и теоретик колокольного искусства Константин Константинович Сараджев.
В октябре 1922 года вернулся в Петроград. Принадлежал к левому крылу ленинградских композиторов. Был близок к обэриутам. О музыке Дешевова высоко отозвался Дариюс Мийо, в 1926 году посетивший Ленинград (после этого Мийо и Дешевов в течение нескольких лет оживлённо переписывались). Преподавал в музыкальных техникумах, выступал дирижёром в драматических театрах.
Написал музыку к более чем 30 драматическим и 5 музыкальным спектаклям, в том числе — к спектаклю Ленинградского театра марионеток Гулливер в стране лилипутов (1936); многие произведения не были поставлены или тут же сняты с репертуара. Газета "Известия", № 114 от 20 мая 1940 о спектакле "Снежная королева": "Превосходно сливается со спектаклем радостная и сказочная музыка композитора В.М. Дешевова". Работал в кино: им написана музыка к мультипликационному фильму Почта (1930, по одноимённому стихотворению Маршака), к фильмам Обломок империи, Слуга двух господ, Академик Павлов и др.
Похоронен на Большеохтинском кладбище Санкт-Петербурга.

## Наследие
Большинство произведений В. М. Дешевова осталось в архивах, многое не сохранилось. Систематическое изучение его наследия только начинается. С конца 1990-х — начала 2000-х годов сочинения Дешевова всё чаще исполняются в России и за рубежом вместе с наследием Рославца, Мосолова, Алексея Животова, Леонида Половинкина и других представителей пореволюционного музыкального авангарда России. Ряд его произведений исполнили Олег Малов, Валерий Попов, Антон Батагов и др.

## Сочинения

### Музыка для сцены
- Царь Эдип Софокла (1924)

### Оперы
- Лед и сталь (1929; в 2007 году была поставлена в Саарбрюккене)
- Голодная степь (1932)

### Балеты
- Красный вихрь (1924)
- Джабелла (1926)
- Джейранг (начало 1930-х)
- Бэла (1941)[6]
- Сказка о мертвой царевне и семи богатырях (1949)

### Оперетты
- Багдадский фокусник (1927)
- Дружная горка (1928)

### Камерная и симфоническая музыка
- 1918 год, симфоническая поэма (1919—1923)
- Медитации для фортепиано (1921)
- Рельсы (1926)
- Китайская сюита (1926)
- Японская сюита (1927)
- Прелюдия (1927)
- Токката (1927)
- Этюд (1929)
- Пляс шамана (1931)
- Самаркандская сюита (1931)
- Русская сказка (1947)
- Русская увертюра (1950)
- Ленинград (1953)